# Limnophora nitidithorax
Limnophora nitidithorax är en tvåvingeart som först beskrevs av Stein 1908.  Limnophora nitidithorax ingår i släktet Limnophora och familjen husflugor.
Artens utbredningsområde är Kanarieöarna. Inga underarter finns listade i Catalogue of Life.